# Maria Magdalena (pictură de Leonardo da Vinci)
Maria Magdalena este o pictură realizată în jurul anului 1515 de către Leonardo da Vinci sau Giampetrino, unul dintre elevii lui.